# Melesandre
Melesandre (en llatí Melesander, en grec antic Μελήσανδρος) fou un almirall grec nascut a Atenes al segle v aC.
L'hivern del 431 al 430 aC els atenencs van enviar vint vaixells a rodejar el Peloponès, sota el comandament de Formió que es va estacionar a Naupacte i va atacar a les naus que sortien des de Corint i el golf de Crissea. Uns altres sis vaixells van ser enviats a Cària i Lícia dirigits per Melesandre, per recollir tribut i per evitar la presència de peloponesis en aquesta zona que poguessin molestar el pas de les naus entre Faselis i Fenícia. Melesandre va entrar a Lícia amb una força de soldats atenencs i aliats, però va ser derrotat i mort en una batalla i van morir també bona part de les seves tropes.